# قشلاق علی شان‌سوئی
قشلاق علی شان‌سوئی یک منطقهٔ مسکونی در ایران است که در دهستان ارشق مرکزی واقع شده‌است. قشلاق علی شان‌سوئی ۲۰ نفر جمعیت دارد.